# مهندسی تویو
مهندسی تویو (انگلیسی: Toyo Engineering) شرکت مهندسی ژاپنی است، که در سال ۱۹۶۱ تأسیس شد.